# 查普爾峰
查普爾峰（英語：Chappell Peak）是南極洲的山峰，座標79°57′S 82°54′W，位於埃爾斯沃思地，處於舍克峰以南6公里的企業山南部，海拔高度1,860米（6,100英尺），美國地質調查局根據測量和美國海軍拍攝的空中照片繪入地圖，現時由南極條約體系管理。